# Kristie Boogert
Kristie Boogert (Oud-Beijerland, Holanda del Sud, Països Baixos, 16 de desembre de 1973) és una tennista professional neerlandesa retirada. En el seu palmarès destaquen una medalla d'argent en categoria de dobles femenins en els Jocs Olímpics de Sydney 2000 fent parella amb Miriam Oremans, i un Grand Slam de Roland Garros en categoria de dobles mixtos amb Menno Oosting.
Filla de pares tennistes, va començar a fer classes de tennis als vuit anys i de seguida va començar a despuntar. Als catorze anys va prendre la decisió de dedicar-se professionalment al tennis, fet que la va portar a Amsterdam. En conseqüència, va participar activament en tornejos juvenils. afectant negativament en la seva educació preuniversitaria, i els seus pares van insistir que ella acabés els estudis de batxillerat. Kristie Boogert es va iniciar en el món professional als 18 anys. El 1994 va guanyar el Torneig de Roland Garros de 1994 en dobles mixtes, amb Menno Oosting, en derrotar a la parella soviètica, Larisa Neiland i Andrej Olkhovsky.
Dos anys més tard va guanyar el BGL-BNP Paribas Open Luxemburg de dobles amb Nathalie Tauziat, superant Barbara Rittner i Dominique Monami. El 1997 assolia la 50a posició en el rànquing mundial.
Als Jocs Olímpics d'estiu de 2000 va guanyar una medalla de plata juntament amb la seva companya Miriam Oremans.

## Torneigs de Grand Slam

### Dobles mixts: 1 (1−0)
| Resultat   | Núm. | Any  | Torneig       | Parella       | Oponents                          | Marcador      |
| ---------- | ---- | ---- | ------------- | ------------- | --------------------------------- | ------------- |
| Guanyadora | 1.   | 1994 | Roland Garros | Menno Oosting | Larisa Savchenko Andrei Olhovskiy | 7−5, 3−6, 7−5 |

## Jocs Olímpics

### Dobles
| Any  | Campionat                        | Parella        | Oponents                       | Resultat |
| ---- | -------------------------------- | -------------- | ------------------------------ | -------- |
| 2000 | Jocs Olímpics, Sydney, Austràlia | Miriam Oremans | Serena Williams Venus Williams | 1−6, 1−6 |

## Palmarès: 4 (0−3−1)

### Individual: 1 (0−1)
| Llegenda                     |
| ---------------------------- |
| Grand Slam (0−0)             |
| WTA Tour Championships (0−0) |
| Tier I (0−0)                 |
| Tier II (0−0)                |
| Tier III (0−1)               |
| Tier IV (0−0)                |
| Tier V (0−0)                 |

| Títols per superfície |
| --------------------- |
| Dura (0−0)            |
| Gespa (0−0)           |
| Terra batuda (0−1)    |

| Resultat  | Núm. | Data               | Torneig           | Superfície   | Oponent en la final | Marcador    |
| --------- | ---- | ------------------ | ----------------- | ------------ | ------------------- | ----------- |
| Finalista | 1.   | 23 d'abril de 2000 | Budapest, Hongria | Terra batuda | Tathiana Garbin     | 2−6, 6−7(4) |

### Dobles: 10 (3−7)
| Llegenda                     |
| ---------------------------- |
| Grand Slam (0−0)             |
| Jocs Olímpics Argent (1)     |
| WTA Tour Championships (0−0) |
| Tier I (0−0)                 |
| Tier II (1−0)                |
| Tier III (1−2)               |
| Tier IV (1−4)                |
| Tier V (0−0)                 |

| Títols per superfície |
| --------------------- |
| Dura (0−2)            |
| Gespa (0−2)           |
| Terra batuda (1−3)    |
| Moqueta (2−0)         |

| Resultat   | Núm. | Data                 | Torneig                          | Superfície   | Parella          | Oponents en la final                  | Marcador      |
| ---------- | ---- | -------------------- | -------------------------------- | ------------ | ---------------- | ------------------------------------- | ------------- |
| Finalista  | 1.   | 15 de maig de 1994   | Praga, República Txeca           | Terra batuda | Laura Golarsa    | Amanda Coetzer Linda Wild             | 4−6, 6−3, 2−6 |
| Guanyadora | 1.   | 18 de febrer de 1996 | París, França                    | Terra batuda | Jana Novotná     | Julie Halard-Decugis Nathalie Tauziat | 6−4, 6−3      |
| Finalista  | 2.   | 22 de juny de 1996   | Rosmalen, Països Baixos          | Gespa        | Helena Suková    | Larisa Savchenko B. Schultz-McCarthy  | 4−6, 6−7      |
| Guanyadora | 2.   | 6 d'octubre de 1996  | Leipzig, Alemanya                | Moqueta      | Nathalie Tauziat | Miriam Oremans Sabine Appelmans       | 6−4, 6−4      |
| Guanyadora | 3.   | 27 d'octubre de 1996 | Luxemburg, Luxemburg             | Moqueta      | Nathalie Tauziat | Barbara Rittner Dominique Monami      | 2−6, 6−4, 6−2 |
| Finalista  | 3.   | 19 de juny de 1999   | 's-Hertogenbosch (2)             | Gespa        | Cara Black       | Silvia Farina Elia Rita Grande        | 5−7, 6−7      |
| Finalista  | 4.   | 1 d'octubre de 2000  | Jocs Olímpics, Sydney, Austràlia | Dura         | Miriam Oremans   | Venus Williams Serena Williams        | 1−6, 1−6      |
| Finalista  | 5.   | 18 de febrer de 2001 | Doha, Qatar                      | Dura         | Miriam Oremans   | Sandrine Testud Roberta Vinci         | 5−7, 6−7(4)   |
| Finalista  | 6.   | 19 de maig de 2001   | Anvers, Bèlgica                  | Terra batuda | Miriam Oremans   | Els Callens V. Ruano Pascual          | 3−6, 6−3, 4−6 |
| Finalista  | 7.   | 7 d'abril de 2002    | Porto, Portugal                  | Terra batuda | Magüi Serna      | Cara Black Irina Selyutina            | 6−7(6), 4−6   |

### Dobles mixts: 1 (1−0)
| Resultat   | Núm. | Data | Torneig               | Superfície   | Parella       | Oponents en la final              | Marcador      |
| ---------- | ---- | ---- | --------------------- | ------------ | ------------- | --------------------------------- | ------------- |
| Guanyadora | 1.   | 1994 | Roland Garros, França | Terra batuda | Menno Oosting | Larisa Savchenko Andrei Olhovskiy | 7−5, 3−6, 7−5 |

## Trajectòria

### Individual
| Open d'Austràlia | A   | A           | 2R          | 3R          | 3R | 3R          | 2R          | 1R          | 2R | 1R  | 2R  | 0 / 9     | 10 – 9    |
| Roland Garros | 1R  | 2R          | 2R          | 2R          | 2R | 1R          | A           | 2R          | 1R | 1R  | A   | 0 / 9     | 5 – 9     |
| Wimbledon | A   | 1R          | 3R          | 3R          | 3R | 1R          | 2R          | 2R          | 2R | 2R  | A   | 0 / 9     | 10 – 9    |
| US Open | A   | 2R          | 1R          | 1R          | 2R | 1R          | 1R          | A           | 3R | A   | A   | 0 / 7     | 4 – 7     |
| Jocs Olímpics | A   | No celebrat | No celebrat | No celebrat | A  | No celebrat | No celebrat | No celebrat | 2R | NC  | NC  | 0 / 1     | 1 – 1     |
| Rànquing a final d'any | 195 | 102         | 53          | 35          | 55 | 84          | 84          | 88          | 66 | 146 | 140 | 256 − 239 | 256 − 239 |
| Llegenda: G: Guanyadora; F: Finalista; SF: Semifinalista; QF: Quarts de final; Q: Qualificació; A: Absent; RR: Round Robin; |     |             |             |             |    |             |             |             |    |     |     |           |           |

### Dobles
| Open d'Austràlia | A           | 1R          | QF          | 3R | 1R          | A           | 2R          | 1R | 3R          | 3R          | 1R          | 0 / 9     | 10 – 9    |
| Roland Garros | 1R          | 2R          | 3R          | 1R | 2R          | A           | 1R          | 1R | 1R          | 2R          | 1R          | 0 / 10    | 5 – 10    |
| Wimbledon | A           | 3R          | 3R          | 3R | 2R          | 1R          | QF          | QF | 2R          | 2R          | 1R          | 0 / 10    | 15 – 10   |
| US Open | A           | 3R          | 2R          | 3R | 3R          | 1R          | A           | 1R | 1R          | 2R          | 1R          | 0 / 9     | 8 – 9     |
| Jocs Olímpics | No celebrat | No celebrat | No celebrat | A  | No celebrat | No celebrat | No celebrat | F  | No celebrat | No celebrat | No celebrat | 0 / 1     | 4 – 1     |
| Rànquing a final d'any | 54          | 77          | 31          | 17 | 47          | 90          | 73          | 39 | 67          | 64          | 97          | 194 − 158 | 194 − 158 |
| Llegenda: G: Guanyadora; F: Finalista; SF: Semifinalista; QF: Quarts de final; Q: Qualificació; A: Absent; RR: Round Robin; |             |             |             |    |             |             |             |    |             |             |             |           |           |